# Ислам в Шотландии
Ислам — одна из религий жителей Шотландии. 
Первым мусульманином, побывавшим в Шотландии, был студент-медик, который учился в Эдинбургском университете с 1858 по 1859 год. Производство товаров и загруженность порта Глазго привели к необходимости использования труда многих ласкаров. Большинство мусульман в Шотландии — члены семей, иммигрировавших в последние десятилетия XX века. Согласно переписи 2011 года мусульмане составляли 1,4 процента населения Шотландии (76737 человек).

## История
Первым мусульманином, известным в Шотландии по имени, был Вазир Бег из Бомбея (ныне «Мумбаи»). Он записан как студент-медик, учившийся в Эдинбургском университете в 1858 и 1859 годах. Благодаря производству и загруженности морского порта Глазго там работало много ласкаров.
Однако иммиграция мусульман в Шотландию — относительно недавнее событие. Большинство шотландских мусульман являются членами семей, иммигрировавших в конце XX века. Мусульмане Шотландии в 2001 году составляли всего 0,9% населения (42 557 человек), из которых 30 000 проживали в Глазго. К 2011 году мусульманское население увеличилось до 76737 человек, что составляет 1,4% населения Шотландии.

## Демография
Мусульмане в Шотландии — этнически разнообразное население. Хотя большинство мусульман имеют пакистанское (58%) происхождение, 9,8% — арабы, 7,8% — белые европейцы и 7% — африканцы. В Глазго самый высокий уровень мусульманского населения среди всех городов Шотландии: 5% жителей идентифицировали себя как мусульмане в переписи 2011 года. Поллокшилдс и Саутсайд Сентрал — районы с самой высокой концентрацией мусульманского населения — 27,8% и 15,7% соответственно. 37,3% мусульман в Шотландии родились в Шотландии, ещё 7,3% — в других местах Соединённого Королевства.

## Идентичность
Согласно данным переписи населения Шотландии 2011 года, 71% мусульман в Шотландии считают своей единственной национальной принадлежностью шотландскую или британскую (или любую комбинацию британской идентичности). В ходе переписи был сделан вывод, что «мусульмане имеют сильное чувство принадлежности к Шотландии в частности и Великобритании в целом».

## Образование и трудоустройство
В 2011 году 37,5% шотландских мусульман имели квалификацию на уровне учёных степеней по сравнению со средним показателем в Шотландии 27,1%. 21,4% мусульман в Шотландии не имели квалификации, что немного ниже, чем в среднем по Шотландии — 22,9%. Только 4,5% мусульман в Шотландии плохо владели английским языком.
Мусульмане в Шотландии в 2011 году с меньшей вероятностью работали полный рабочий день (31%), чем население в целом (51%). Факторами, способствующими этому, являются мусульмане, которые с большей вероятностью будут студентами (19%), чем население в целом (6%), и 25% мусульманских женщин, которые «ухаживают за домом или семьёй», по сравнению с 5,6% женщин от общей численности населения. 8,7% шотландских мусульман были безработными, для населения в целом этот показатель составил 6,3%. Примерно треть шотландских мусульман, работающих полный рабочий день, работают не по найму, по сравнению с 12% от общей численности населения.

## Мечети

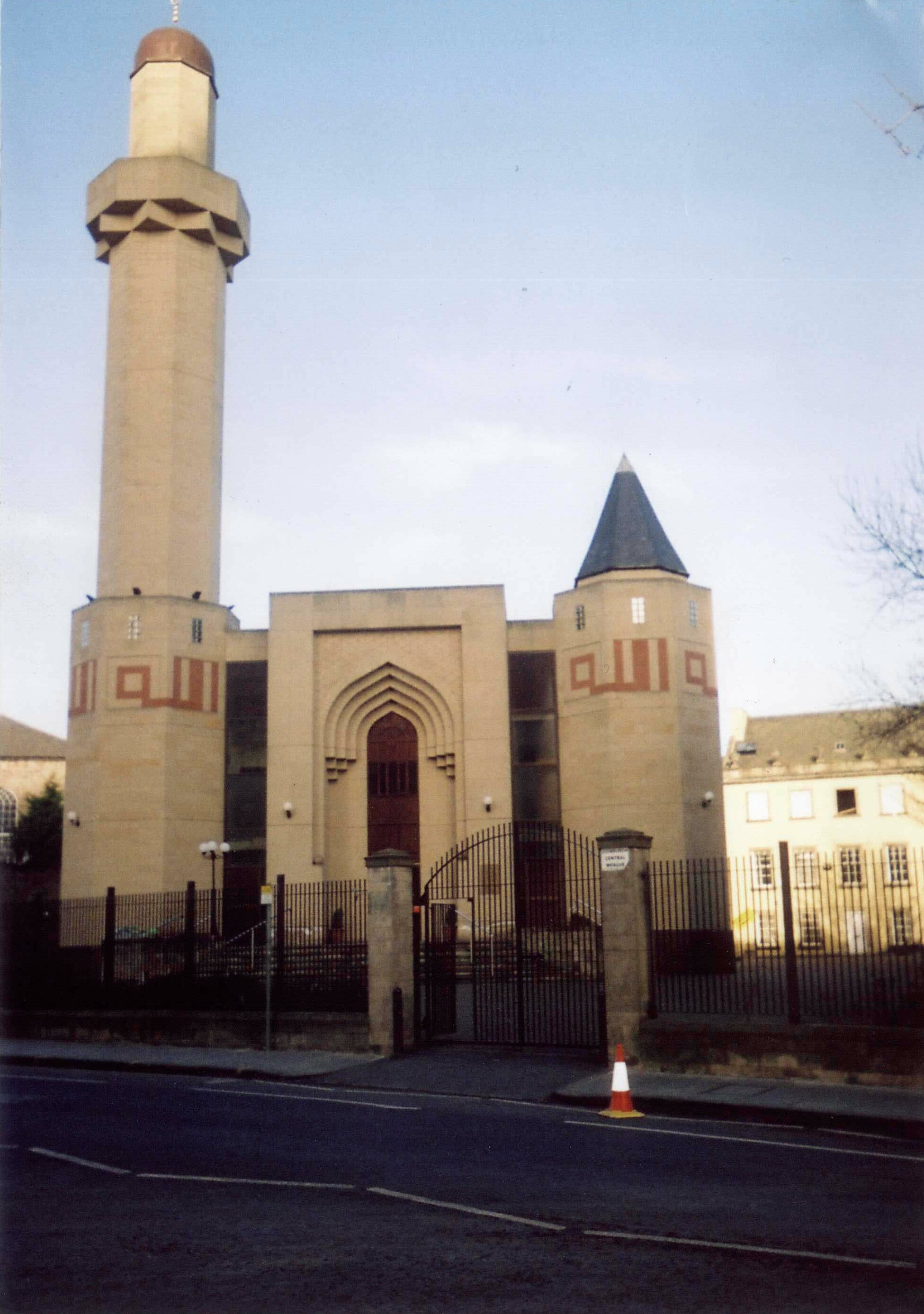
Эдинбургская соборная мечеть

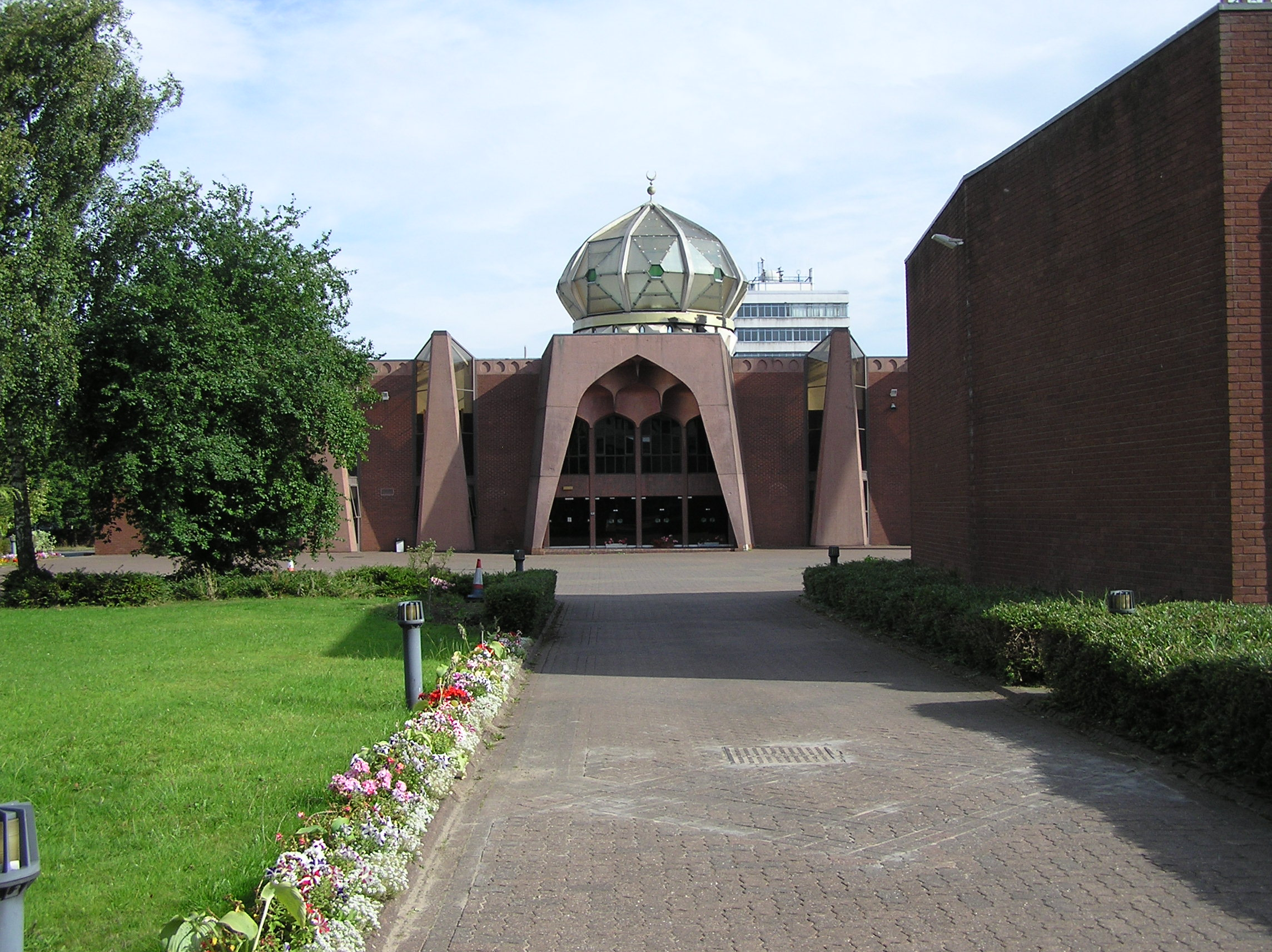
Центральная мечеть Глазго является крупнейшей суннитской мечетью в Глазго

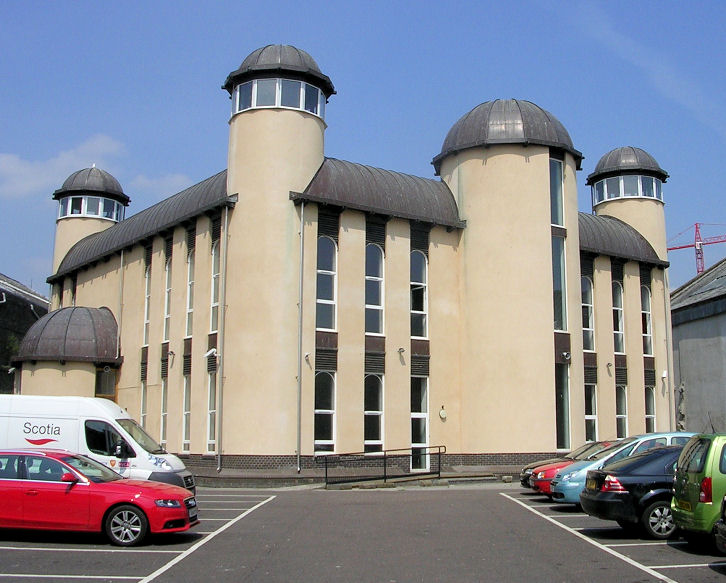
Центральная мечеть Данди

Некоторые важные мечети в крупных городах Шотландии — Центральная мечеть Глазго, Эдинбургская соборная мечеть, Абердинская мечеть и Исламский центр, а также Центральная мечеть Данди.

## Известные шотландские мусульмане
- Аамер Анвар[англ.], ведущий юрист и активист[7]
- Али Аббаси?!, телеведущий на гэльском языке[8].
- Башир Ахмад[англ.] — первый азиатский член шотландского парламента[англ.] (2007–2009)[9]
- Тасмина Ахмед-Шейх[англ.] — политик, которая была членом парламента от Очила и Южного Пертшира в 2015-2017 годах, Представитель Шотландской национальной партии по вопросам торговли и инвестиций, заместитель теневого лидера Палаты представителей в Палате общин и национальный представитель Шотландской национальной партии по вопросам женщин и равноправия[10].
- Абдулькадыр ас-Суфи (Ян Даллас)[11]
- Башир Маан[англ.], бывший советник по вопросам труда[12]
- Мисбах Ирам Ахмед Рана (Молли Кэмпбелл)[англ.][13]
- Хумза Юсаф, член Шотландского парламента[14][15]
- Анас Сарвар[англ.], член Шотландского парламента, лидер Шотландской лейбористской партии[16][17][18]
- Член парламента Мохаммад Сарвар — первый депутат-мусульманин в Вестминстере с 1997 по 2010 год[19]. Его сын Анас Сарвар занимал то же место с 2010 по 2015 год и является членом Шотландского парламента с 2016 года.
- Мона Сиддики[англ.] — британский мусульманский академик, в настоящее время является профессором ислама и межрелигиозных исследований в Эдинбургском университете[20], а также регулярно пишет на BBC Radio 4, The Times, Scotsman[англ.], The Guardian, Sunday Herald[англ.].
- Каукаб Стюарт[англ.] — первая женщина пакистанского происхождения, избранная членом шотландского парламента в 2021 году[21][22].
- Асад Шах[англ.] — жертва убийства в результате религиозно мотивированного нападения против Ахмадие[23].
- Виконт Рейдхейвен, старший сын графа Сифилда.
- Усама Саид[англ.], исполнительный директор Шотландско-исламского фонда и бывший глава отдела по связям с общественностью и маркетингу Аль-Джазира[24][25]
- Муштак Ахмад[англ.], лорд-лейтенант Ланаркшира[англ.][26].